# Казете ди Кантоне (Модена)
Казете ди Кантоне је насеље у Италији у округу Модена, региону Емилија-Ромања.
Према процени из 2011. у насељу је живело 31 становника. Насеље се налази на надморској висини од 65 м.